# Parartemia cylindrifera
Parartemia cylindrifera är en kräftdjursart som beskrevs av Linder 1941. Parartemia cylindrifera ingår i släktet Parartemia och familjen Parartemiidae. Inga underarter finns listade i Catalogue of Life.